# Делен (Нідерланди)
Делен (нід. Deelen) — селище в нідерландській провінції Гелдерланд. Входить до муніципалітету Еде. Перша згадка про населений пункт датується 13-м століттям.
Неподалік села розташована військова авіаційна база Делен, яка веде свою історію від злітно-посадкової смуги, побудованої ще 1913 року.

## Галерея

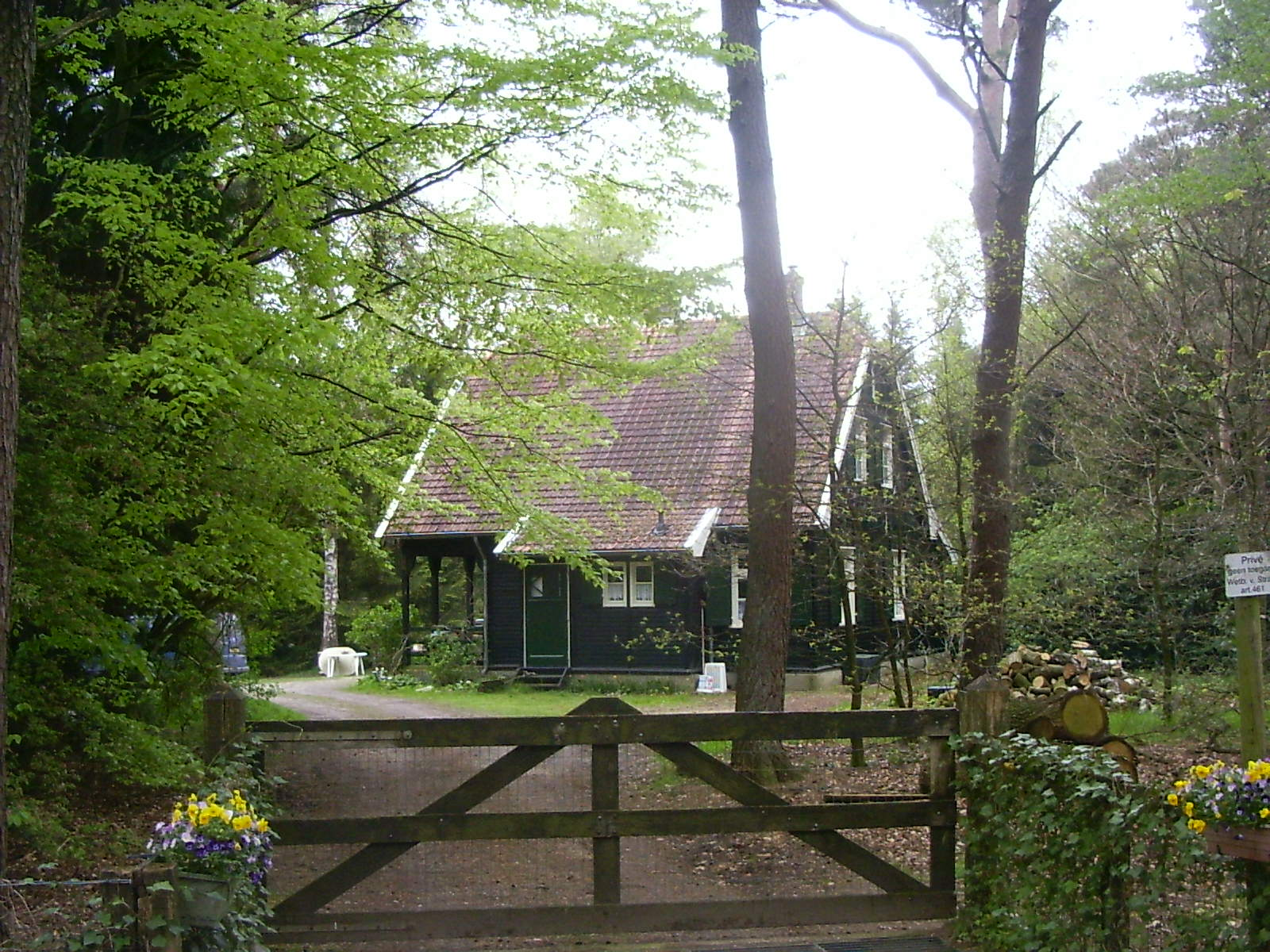
Ферма
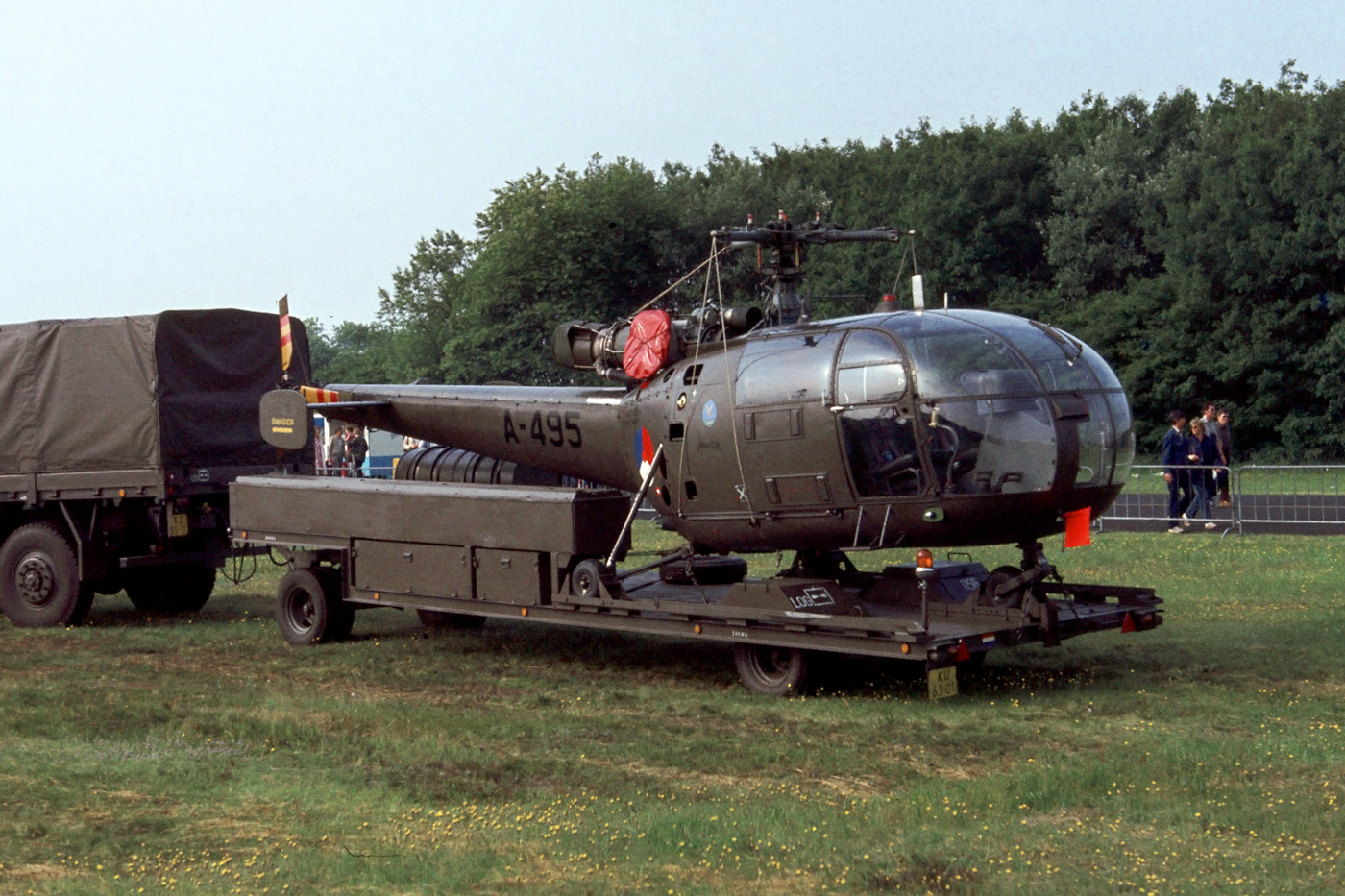
Вертоліт Alouette 3 на авіабазі Делен